# Ilijja Abu Madi
Ilijja Abu Madi, libanonski pesnik, * 1889, † 1957.
Leta 1911 je emigriral v ZDA. Bil je član skupine Zveza peresa (Ar Rabita). Jezikovno je prenovil moderno arabsko poezijo.

## Pesniške zbirke
- Spomini na preteklost - 1911
- Divan Abu Madija - 1916
- Potoki - 1927
- Goščavje - 1947
- Bron in prah - 1960